# 마모제츠
마모제츠(Marmozets)는 잉글랜드의 얼터너티브 록 밴드이다.

## 음반
- The Weird and Wonderful Marmozets(영어판) (2014)